# نانوفناوری

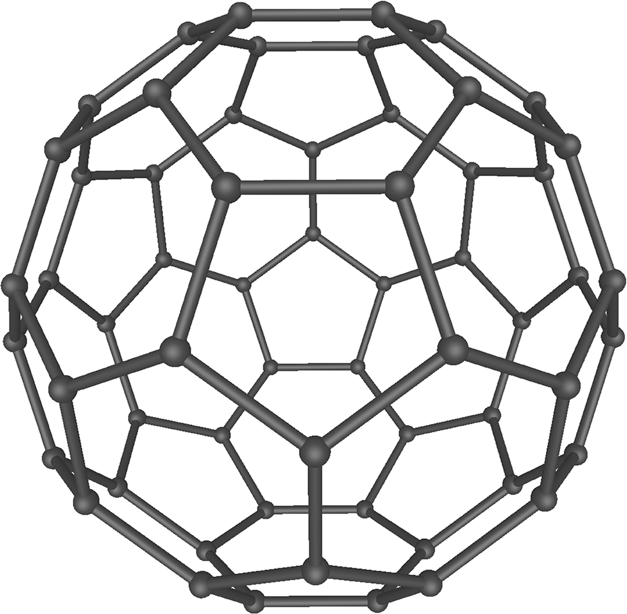
C_{۶۰} (فولرن باکمینستر) که از جستارهای مهم پژوهش‌های وابسته به فناوری نانو است.

نانوفناوری، فناوری نانو یا نانوتکنولوژی (به فرانسوی: Nanotechnologie) به استفاده از مواد در ابعاد اتمی، مولکولی و فرامولکولی در کاربردهای صنعتی گفته می‌شود. اولین توصیف گسترده از نانوتکنولوژی، «اهداف فناورانه خاص برای دستکاری دقیق اتم‌ها و مولکول‌ها برای ساخت محصولاتی با ابعاد میکرو (۶-۱۰) بوده که اکنون به عنوان نانوتکنولوژی مولکولی شناخته می‌شود. متعاقباً توصیف کلی تری از فناوری نانو توسط طرح ملی فناوری نانو (آمریکا) ایجاد شد که فناوری نانو را به عنوان «دستکاری ماده که حداقل یک بُعد آن از ۱ تا ۱۰۰ نانومتر (۹-۱۰) باشد»، تعریف کرد. این تعریف این واقعیت را منعکس می‌کند که اثرات مکانیک کوانتوم در این بُعد نانومتری مهم بوده، و تعریف از یک هدف خاص فناورانه به یک دسته تحقیقاتی شامل همه انواع تحقیقات و فناوری‌هایی که با خواص ویژه موادی که در آستانه اندازه داده شده سر و کار دارند، تغییر کرد. در نتیجه عبارت‌هایی جمعی مانند «فناوری‌های نانو» یا «فناوری‌های ابعاد-نانو» به طیف گسترده‌ای از تحقیقات و کاربردها اشاره دارد که ویژگی مشترک همه آنها «اندازه» است.
دانشمندان در حال حاضر دربارهٔ پیامدهای آینده نانوفناوری بحث می‌کنند. فناوری نانو ممکن است بتواند بسیاری از مواد و دستگاه‌های جدید را با طیف گسترده‌ای از کاربردها برای مثال نانوپزشکی، نانو الکترونیک، تولید انرژی مواد زیستی و محصولات مصرفی ایجاد کند. از سوی دیگر، نانوفناوری مانند بسیاری از فناوری‌های دیگر باعث ایجاد موضوعات بحث‌برانگیز شده است، از جمله نگرانی در مورد سمیت و اثرات زیست‌محیطی نانومواد، تأثیرات بالقوه آنها بر اقتصاد جهانی و همچنین گمانه زنی در مورد سناریوهای مختلف پایان جهان.

## تاریخچه
در حدود ۴۰۰ سال پیش از میلاد مسیح، دموکریتوس فیلسوف یونانی، برای اولین بار واژه اتم را که در زبان یونانی به معنی غیرقابل بُرش، برای توصیف ذرات سازنده مواد به کار برد. از این رو شاید بتوان او را پدر فناوری و علوم نانو دانست.
نانو ریشه یونانی «نانس» به معنی کوتوله است. فناوری نانو موج چهارم انقلاب صنعتی، پدیده‌ای عظیم می‌باشد که در تمامی گرایش‌های علمی راه یافته است تا جایی که در یک دههٔ آینده برتری فراینده‌ها، وابسته به این تحول خواهد بود. ماهیت فناوری نانو توانایی کار کردن در تراز اتمی، مولکولی و فراتر از آن در ابعاد بین ۱ تا ۱۰۰ نانومتر، با هدف ساخت و دخل و تصرف در چگونگی آرایش اتم‌ها یا مولکول‌ها با استفاده از مواد، وسایل و سیستم‌هایی با توانایی‌های جدید و با تغییر این ساختارها و رسیدن به بازدهی بیشتر مواد می‌باشد. فناوری نانو فرایند دستکاری مواد در مقیاس اتمی و تولید مواد و ابزار، به وسیله کنترل آن‌ها در سطح اتم‌ها و مولکولهاست. در واقع اگر همه مواد و سیستم‌ها ساختار زیربنایی خود را در مقیاس نانو ترتیب دهند؛ آنگاه تمام واکنش‌ها سریع‌تر و بهینه‌تر صورت می‌گیرد و توسعه پایدار پیش گرفته می‌شود. از جمله دستاوردهای فراوان این فناوری کاربرد آن در تولید، انتقال، مصرف و ذخیره‌سازی انرژی با کارایی بالاست که تحول شگرف را در این زمینه ایجاد می‌کند. از اینرو دست‌اندرکاران و محققان علوم نانو در تلاش اند تا با استفاده از این فناوری به آسایش و رفاه بیشتر در درون و برون ساختمان با یافتن طبقه جدیدی از مصالح ساختمانی با عملکرد بالا و صرفه‌جویی در هزینه‌ها به‌خصوص در مصرف منابع انرژی و در نهایت به توسعه پایدار دست یابند. فناوری نانو منجر به تغییرات شگرف در استفاده از منابع طبیعی، انرژی و آب خواهد شد و پساب و آلودگی را کاهش خواهد داد.

## معرفی فناوری نانو
نانو یک پیشوند علمی است که به معنی یک میلیاردم (مقیاس کوچک) است و حوزه نانو تکنولوژی در حدود میلیاردم متر است. ابعادی که در آن اتم‌ها با هم ترکیب شده و مولکول‌ها روی هم اثر متقابل دارند.
در این قلمرو، اتم‌ها و ذرات رفتاری غیرمتعارف را از خود به نمایش می‌گذارند و قابلیت‌های این علم فقط توانایی‌کوچک کردن اجسام نیست. دانشمندان با استفاده از این مواد در تلاشند دستگاه‌ها و ابزارهایی بسازند که از قابلیت‌های بسیار شگفت‌انگیز و غیرمتعارفی برخوردار باشند. متخصصان نانو می‌کوشند با کار بر روی چگونگی حرکت اتم‌ها و نوع قرار گرفتن آن‌ها در کنار یکدیگر و نیز با تغییرات خاص به ترکیبات مقاوم تری از مواد دست یابند و کیفیت مواد تولیدی را بهبود بخشیده و درنهایت تولید مواد مختلف را اقتصادی‌تر کنند.
فناوری نانو توانایی ساخت، کنترل و استفاده ماده در ابعاد نانومتری است. اندازه ذرات در فناوری نانو بسیار مهم است، چرا که در مقیاس نانویی، ابعاد ماده در خصوصیات آن بسیار تأثیرگذار است و خواص فیزیکی، شیمیایی و بیولوژیکی تک تک اتم‌ها و مولکول‌ها با خواص توده ماده متفاوت است. این اندازه در مواد مختلف متفاوت است، اما به‌طور معمول مواد نانو به موادی که حداقل یکی از ابعاد آن‌ها کوچک‌تر از ۱۰۰ نانومتر باشد گفته می‌شود.

## اصول بنیادی

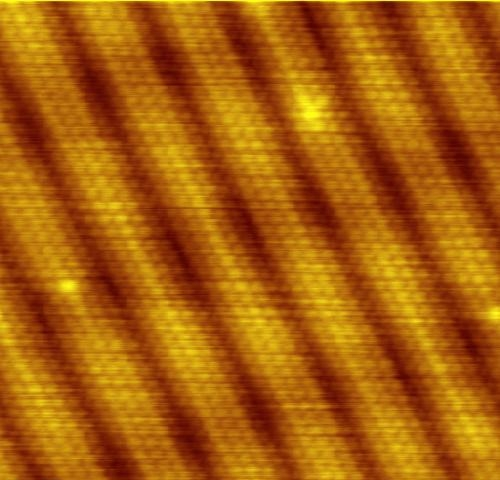
تصویر بازسازی سطح بر روی یک سطح طلای تمیز (Au (100))، که با استفاده از میکروسکوپ تونل زنی اسکن شده است.

یک نانومتر (nm) یک میلیاردیم متر است. برای سنجش طول پیوندهای کربن-کربن، یا فاصلهٔ میان دو اتم بازهٔ ۱۲. تا ۱۵. نانومتر به کار می‌رود؛ همچنین قطر یک مولکول دی‌ان‌ای دو رشته‌ای نزدیک به ۲ نانومتر است؛ و از سوی دیگر کوچک‌ترین باکتری ۲۰۰ نانومتر است. اگر بخواهیم برای دریافتن مفهوم اندازهٔ یک نانومتر نسبت به متر سنجشی انجام دهیم می‌توانیم اندازهٔ آن را مانند اندازهٔ یک تیله به کرهٔ زمین بدانیم.
یا به شکلی دیگر یک نانومتر اندازهٔ رشد ریش یک انسان در طول زمانی است که برای بلند کردن تیغ از صورتش باید بگذرد.

### الکتریسیته ساکنو فناوری نانو[۱۱]
مواد در ابعاد نانو رفتار متفاوتی دارند به عنوان نمونه نیروهای گرانش در ابعاد ماکرو برای ما قابل درک بوده اما این نیرو در ابعاد نانو قابل صرف نظر کردن است. در دنیای نانو الکتریسیته ساکن از اهمیت بالایی برخوردار است. برای درک تأثیر فناوری نانو بر الکتریسیته ساکن، دو عدد لوله آزمایش را در نظر بگیرید که یکی را با توپ‌های یونولیتی بزرگ و دیگری را با توپ‌های یونولیتی کوچک پر می‌کنیم. هنگامی که لوله‌ها را با یک تکه پارچه نخی ماساژ می‌دهیم، دو نیرو خلاف یکدیگر عمل می‌کنند. نیروی گرانش توپ‌ها را رو به پایین کشیده و در انتهای لوله قرار می‌دهد اما نیروی الکتریسیته ساکن توپ‌ها را از یکدیگر دور کرده و سبب می‌شود تا آن‌ها در لوله به حالت معلق قرار بگیرند.
نیروی الکتریسیته ساکن دارای تأثیر قدرتمندی بر روی توپ‌های کوچک است. اما این نیرو تأثیر بسیار کمی بر روی توپ‌های بزرگ‌تر دارد. دلیل این پدیده آن است که الکتریسیته ساکن بر روی سطح یا سطح خارجی توپ‌ها ایجاد می‌شود و در دنیای نانو مساحت سطح در واحد حجم بسیار بالا می‌باشد. نیروی الکتریسیته ساکن از اهمیت ویژه ای در دنیای نانو برخوردار می‌باشد.

### گرانش و فناوری نانو[۱۲]
با کوچک شدن ابعاد، نیروهای فیزیکی رفتار متفاوتی خواهند داشت. نیروی گرانش در دنیای نانو قابل صرف نظر کردن است.
برای درک این اصل یک فنجان بزرگ و یک فنجان مینیاتوری (با قطر دهنه کمتر از ۱۲٫۵ میلی‌متر) را در نظر می‌گیریم. ریختن آب از درون فنجان بزرگ به راحتی انجام می‌شود و این در حالی است که آب از درون فنجان مینیاتوری به سختی خارج می‌شود. مشاهده می‌کنید که ابعاد بر نحوه رفتار مواد تأثیر دارد. ابعاد فنجان و میزان آب داخل آن تعیین می‌کند که کدام نیرو از اهمیت بیشتری برخوردار است. گرانش یا کشش سطحی.
هنگامی که سر فنجان رو به پایین گرفته شود، دو نیرو بر خلاف جهت یکدیگر فعال می‌شوند. نیروی گرانش تمایل به خارج کردن آب به سمت زمین را دارد. نیروی کشش سطحی (میل طبیعی مولکول‌های آب برای چسبیدن به یکدیگر) تمایل دارد که آب را درون فنجان نگه دارد. در فنجان معمولی نیروی گرانش بر نیروی کشش سطحی غلبه کرده و در نتیجه آب از فنجان خارج می‌شود. در فنجان مینیاتوری نیروی کشش سطحی بر نیروی گرانش غلبه کرده و آب داخل فنجان باقی می‌ماند. با توجه به این آزمایش ساده می‌توان نتیجه گرفت که با کوچک شدن ابعاد نیروهای فیزیکی متفاوت بر نیروی گرانش غلبه می‌کنند.

### مویینگی و فناوری نانو[۱۳]
هنگامی که مواد کوچک می‌شوند، رفتار آن‌ها تغییر می‌کند. در ابعاد خیلی خیلی کوچک نیروهای فیزیکی، رفتاری متفاوت از خود نشان می‌دهند. به عنوان نمونه، نیروی گرانش در ابعاد ماکرو برای ما اهمیت ویژه‌ای دارد، این در حالی است که این نیرو در ابعاد نانو قابل صرف نظر کردن می‌باشد.
برای درک تأثیر فناوری نانو بر مویینگی، دو تکه شیشه را فرض کنید که توسط یک گیره در کنار یکدیگر قرار داده شده‌اند. این مجموعه در آب قرار می‌گیرد. آب به دلیل خاصیت مویینگی میان دو قطعه شیشه بالا می‌آید. خاصیت مویینگی توانایی یک مایع برای حرکت در یک فضای بسیار باریک در خلاف جهت نیروی گرانش است. سطح آب در محلی که دو قطعه شیشه به یکدیگر نزدیک‌تر هستند بالاتر است. هر چقدر فضای بین دو قطعه شیشه کوچک و کوچک‌تر شود، سرعت حرکت آب افزایش می‌یابد. در دنیای نانو خاصیت مویینگی از اهمیت ویژه ای برخوردار است.

## کاربردها

یکی از عمده‌ترین کاربردهای فناوری نانو در حوزه نانو الکترونیک است که MOSFET از نانوسیم‌های کوچک به طول تقریبی ۱۰ نانومتر ساخته شده است. این انیمیشن شبیه‌سازی چنین نانوسیمی است.

تا تاریخ ۲۱ اوت ۲۰۰۸، پروژه نانوفناوری‌های نوظهور تخمین می‌زند بیش از ۸۰۰ محصول شناسایی شده توسط سازندگان در بازار عمومی قرار دارد، و تقریباً با سرعت ۳–۴ محصول جدید در هر هفته در حال ظهور هستند. این پروژه همه محصولات را در یک پایگاه داده آنلاین در دسترس عموم قرار داده است. بیشتر کاربردها محدود به استفاده از نانومواد منفعل «نسل اول» است که شامل دی‌اکسید تیتانیوم در ضدآفتاب، مواد آرایشی، پوشش‌های سطحی، و برخی محصولات غذایی است. آلوتروپ‌های کربن که برای تولید نوار گکو استفاده می‌شوند. نقره در بسته‌بندی مواد غذایی، لباس، مواد ضد عفونی کننده و کاربردهای خانگی استفاده می‌شود. اکسید روی در ضدآفتاب‌ها و مواد آرایشی، پوشش‌های سطحی، رنگ‌ها و لاک‌های مبلمان فضای باز استفاده می‌شود؛ و اکسید سریم به عنوان یک کاتالیزور سوخت استفاده می‌شود.

## تحقیق و توسعه
به دلیل تنوع کاربردهای بالقوه (از جمله صنعتی و نظامی)، دولت‌ها میلیاردها دلار در تحقیقات فناوری نانو سرمایه‌گذاری کرده‌اند. پیش از سال ۲۰۱۲، ایالات متحده از طریق طرح ملی ابتکار نانوفناوری ۳٫۷ میلیارد دلار، اتحادیه اروپا ۱٫۲ میلیارد دلار و ژاپن ۷۵۰ میلیون دلار بر روی موضوع نانوفناوری سرمایه‌گذاری کردند. در سال ۲۰۱۷، ارزش بازار جهانی فناوری نانو تقریباً ۴۹ میلیارد دلار بوده و تخمین زده می‌شود تا سال ۲۰۲۰ به حدود ۷۶ میلیارد دلار برسد.

## محصول فناوری نانو
محصول فناوری نانو (Nanotechnology Product) بر اساس استاندارد ملی INSO-ISO 21145 که برگرفته از استاندارد بین‌المللی ایزو ISO/TS 18110:2015 است، شامل کالای فناوری نانو (Nanotechnology Goods) و خدمت فناوری نانو (Nanotechnology Service) می‌شود.
کالای فناوری نانو، شامل دو تعریف نانوپدید (Nano-enabled) یا نانوبهبود (Nano-enhanced) می‌شود. هر کالایی حاوی نانوماده که کارکرد یا خاصیت آن با فناوری نانو بهبودیافته (نانوبهبود) یا مبتنی بر فناوری نانو (نانوپدید) باشد، کالای فناوری نانو شناخته می‌شود. به‌طور کلی کالای فناوری نانو شامل یکی از موارد زیر می‌شود:
(۱) نانوماده تولیدشده یا نانوماده مهندسی شده.
(۲) محصول میانی بهبودیافته با نانو یا پدیدار شده با نانو.
(۳) محصول نهایی بهبودیافته با نانو یا پدیدار شده با نانو.
بر اساس تعریف محصول فناوری نانو، تا پایان سال ۲۰۱۷، بیش از ۸۰۰۰ محصول فناوری نانو توسط ۲۰۰۰ شرکت از ۵۶ کشور در بازارهای جهانی عرضه شده‌اند.
خدمت فناوری نانو، خدمتی است که برای ارائه آن از علم نانو یا فناوری نانو استفاده می‌شود که می‌تواند شامل بخش‌های تحقیق و توسعه نیز باشد.

## شاخه‌های اصلی نانو
می‌توان موردهای زیر را شاخه‌های بنیادین دانش نانوفناوری دانست:
- نانو روکشها
- نانو مواد
  - نانو شئ
    - نانو ذره
    - نانو لولهها (نانو تیوب‌ها)
    - نانوصفحات
    - نانو کامپوزیت‌ها

  - نانو ساختار
- مهندسی مولکولی.
  - موتورهای مولکولی (نانو ماشین‌ها)
- نانو الکترونیک
  - نانوسیمها
  - نانو حسگرها
  - نانو ترانزیستورها
- نانو مواد نرم
  - لیپید نانوفناوری
- نانو مکانیک
  - نانو سیالات
  - نانو لیتوگرافی
- نانو الماس

## وضعیت فناوری نانو در ایران

### آغاز فناوری نانو در ایران و تنظیم سند راهبرد فناوری نانو
جرقه‌های اولیه فناوری نانو در ایران در سال ۱۳۸۰ زده و با دستور ریاست جمهور وقت ایران، مطالعات راهبردی فناوری‌نانو آغاز شد. دو سال بعد از شروع این مطالعات، در سال ۱۳۸۲ ستاد ویژه توسعه فناوری نانو (INIC) تأسیس شد، این ستاد سند راهبردی فناوری‌نانو را در مدت دو سال تهیه و به هیئت وزیران تسلیم نمود. این سند در سال ۱۳۸۴ توسط هیئت وزیران تصویب شد. در سال ۱۳۸۵ نیز سیاست‌ها و راهبردهای ارتقاء و توسعه فناوری نانو به تصویب رسید. برای توسعه فناوری نانو این ستاد کارگروه‌های مختلفی را دایر کرد که از آن جمله می‌توان به موارد ذیل اشاره کرد: کارگروه صنعت و بازار، کارگروه توسعه فناوری، کارگروه توسعه منابع انسانی، کارگروه زیرساخت‌های فناوری، کارگروه ترویج و فرهنگ‌سازی، کارگروه روابط بین‌الملل و کارگروه سیاست‌گذاری و ارزیابی سند ده ساله دوم توسعه فناوری‌نانو (۱۴۰۴–۱۳۹۴) با توجه به ارزیابی‌های راهبردی، گزارش‌های عملکرد سالانه و بازخوردهای حاصل از اجرای آن، در سال ۱۳۹۴ تدوین شد. در این سند تلاش شده تا اهداف و نحوه دستیابی به آنان به‌گونه‌ای به‌روزرسانی شود که حرکت پیش‌گامانه کشور در عرصه این فناوری نوظهور، به صورت شتابان تداوم داشته باشد. بر این اساس، رویکرد کلی حاکم بر سند اول که ناظر بر توسعه و تربیت سرمایه انسانی و تأمین زیرساخت‌های توسعه این فناوری بود، به رویکردهایی از قبیل دستیابی به مرجعیت علمی نانو در جهان، توسعه فناوری‌های کلیدی، استقرار سیستم نانونماد، ایجاد و ارتقای صنایع نانو و توسعه بازار این فناوری ارتقا یافت. انرژی، بهداشت و سلامت، آب و محیط زیست، و ساخت و ساز، اولویت‌های ملی فناوری نانو در ایران محسوب می‌شوند. حوزه انرژی، با توجه به این که نفت و گاز از صنایع اصلی در ایران هستند از اولویت‌های اصلی تحقیقات فناوری نانو قلمداد می‌شود.

### ترویج عمومی فناوری‌نانو
ترویج عمومی فناوری‌نانو یکی از ویژگی‌های منحصر به فرد برنامه توسعه فناوری نانو در ایران محسوب می‌شود. در ایران به آموزش عمومی فناوری نانو به ویژه در سطح دانش‌آموزی توجه ویژه ای می‌شود. ستاد نانو به منظور ارتقای آشنایی دانش‌آموزان با علوم و فناوری نانو و زمینه‌سازی تحقیق و پژوهش دانش‌آموزی در این حوزه، اقدام به تأسیس باشگاه دانش‌آموزی نانو نموده است. یکی از برنامه‌های ترویجی ایران برگزاری نوآورانه المپیاد فناوری نانو در این کشور است. در سال ۱۳۸۳ سایت باشگاه دانش‌آموزی نانو فعالیت‌های آموزشی خود را در فضای مجازی آغاز و از سال ۱۳۸۷مجموعه فعالیت‌های مختلف آموزشی را برنامه‌ریزی و اجرا کرده است. این مجموعه سعی دارد تا دانش‌آموزان را در طی یک فرایند آموزشی، از یادگیری مفاهیم اولیه تا خلق ایده‌های دانش‌محور هدایت نماید؛ با این هدف که پس از فارغ‌التحصیلی، آموخته‌ها و تجربیات باشگاه پایه پژوهش‌های دانشگاهی شوند. از مهم‌ترین اصول مطرح در باشگاه نانو، فراهم‌سازی امکان تجربه کار گروهی است. ترسیم ماهیت بین‌رشته‌ای علوم و فناوری‌نانو، مفهومی است که در جریان فعالیت در باشگاه به‌طور تجربی به دانش‌آموزان آموزش داده شده است. ماهنامه زنگ نانو، ماهنامه فناوری نانو و پایگاه مجازی نانوکلوپ از دیگر اقدامات ستاد جهت ترویج این فناوری است. از دیگر برنامه‌های انجام شده در بخش دانش آموزی می‌توان به راه‌اندازی ۷ آزمایشگاه دانش آموزی در پژوهش‌سراها اشاره کرد.

### توسعه منابع انسانی
با توجه به اهمیت پرورش متخصصان فناوری‌نانو، طی ده سال گذشته در ۲۳ دانشگاه ایران دوره‌های دکتری مرتبط با فناوری‌نانو تأسیس شده‌اند که در آن‌ها دانش‌پژوهان در رشته‌هایی نظیر نانوشیمی، نانوفیزیک، نانومواد، نانوپزشکی و چند رشته مرتبط دیگر تحصیل می‌کنند. همچنین ۶۶ دانشگاه نیز در مقطع کارشناسی ارشد دانشجو می‌پذیرند. تا پایان سال ۹۶، ۳۷۷۰ پروژه دکتری در حوزه فناوری‌نانو به اتمام رسید و ۷۴۰ پروژه نیز در دست انجام بود. در مقطع کارشناسی ارشد نیز بیش از ۱۶۰۰۰ پروژه انجام شد و ۳۴۰۰ پروژه هم در حال انجام بود. اعضاء هیئت عملی فعال در فناوری‌نانو نیز در سال ۱۳۸۳، ۲۴۴ نفر بودند که این رقم در پایان سال ۱۳۹۶ به ۲۴۵۰ نفر رسید. در کنار این فعالیت‌ها، کتاب‌های متعددی نیز به چاپ رسیده است که از آن جمله می‌توان به ۳۲ کتاب انگلیسی و ۱۲۶ کتاب به زبان فارسی اشاره کرد.

### صنعت
طی ۱۳ سال گذشته از زمان اجرای سند توسعه فناوری نانو در ایران، ۱۷۶ شرکت مبتنی بر فناوری‌نانو در ۱۳ صنعت مختلف تأسیس و مشغول به تولید هستند. حدود یک چهارم از این شرکت‌ها در تجهیزات آزمایشگاهی فعالیت دارند. ساخت تجهیزات آزمایشگاهی و صنعتی مرتبط با فناوری‌نانو یکی از اولویت‌های اصلی متولیان فناوری‌نانو در ایران بوده است. از این رو برنامه‌های تشویقی متعددی برای سوق دادن مخترعان و دانش‌پژوهان به سوی ساخت ادوات و تجهیزات مرتبط با فناوری‌نانو تدوین و اجرا شده‌اند. پس از تجهیزات، بیشترین شرکت‌ها در صنایع ساخت و ساز، نساجی و پلیمر و کامپوزیت فعال هستند. همچنین تعداد محصولات نانوی ساخت ایران موجود در بازار تا اردیبهشت ۹۷، ۴۲۱ محصول بوده است که ۳۵ درصد از آن‌ها (۱۵۰ محصول) را تجهیزات آزمایشگاهی و صنعتی دربرمی‌گیرند. در محصولات نیز پس از تجهیزات سه حوزه پزشکی و سلامت، نساجی و ساخت و ساز بیشترین سهم را دارا هستند. محصولات نانوی ایران در سال ۹۶ به ۴۷ کشور دنیا (عمدتاً در آسیا و اروپا) صادر شده است.

### شاخص‌های علم و فناوری
تعداد مقالات فناوری نانو که در نشریات ISI به چاپ رسیده یکی از شاخص‌های علمی برای بررسی جایگاهی علمی کشورها در این حوزه است. ایران در سال‌های اخیر رشد قابل توجهی در این شاخص داشته است به طوری‌که از رتبه ۵۶ در سال ۲۰۰۰ به رتبه ۴ در سال ۲۰۱۷ رسیده است. بر اساس اطلاعات پایگاه استت‌نانو در سال ۲۰۱۷ ایران ۸۷۹۱ مقاله نانو به چاپ رسانده که معادل ۵٫۷ درصد از کل مقالات نانوی سال ۲۰۱۷ می‌شود. ایران در این شاخص رتبه اول در حوزه خلیج فارس و همچنین کشورهای اسلامی را دارد. از منظر کیفیت مقالات نانو، مقدار شاخص h-index پنج ساله برای مقالات نانوی ایران (منتشر شده در سال‌های ۲۰۱۳–۲۰۱۷) ۹۳ و رتبه ایران در این شاخص هجدهم است و همچنین ایران از نظر متوسط ارجاع به مقالات نانو در پنج سال منتهی به ۲۰۱۷ در رده چهل و چهارم دنیا قرار دارد.
ایران در مجموع بیش از ۲۲۰ پتنت مرتبط با فناوری نانو تا سال ۲۰۱۸ در دفاتر ثبت پتنت اروپا و آمریکا ثبت کرده است که این مقدار حدود یک سوم از کل پتنت‌های ایران در حوزه‌های مختلف می‌شود. در سال ۲۰۱۷ رتبه ایران در تعداد پتنت‌های منتشر شده در دفتر ثبت آمریکا (USPTO) بیست و دوم بود.

### تعریف فناوری نانو سازمان استاندارد ملی ایران
فناوری نانو (Nanotechnology) بر اساس استاندارد ملی INSO-ISO 80004-1 که برگرفته از استاندارد بین‌المللی ایزو ISO/TS 80004-1:2015 است، به استفاده از دانسته‌های علمی در دستکاری و کنترل ماده، غالباً در نانومقیاس (محدوده ۱–۱۰۰نانومتر) برای بهره‌برداری از پدیده‌ها و خواص وابسته به ساختار و اندازه است. این خواص متمایز با خواص اتم‌ها و مولکول‌های منفرد و غیرقابل برونیابی (استنتاج) از شکل توده همان ماده هستند.
سازمان ملی استاندارد ایران (ISIRI) تعداد ۶۶ استاندارد مرتبط با فناوری نانو تا پایان سال ۲۰۱۷ منتشر کرده است.
ایران در زمینه تعداد پتنت‌های منتشر شده در رابطه با فناوری نانو، مقام ۲۹ را در سال ۲۰۱۲ در دنیا کسب کرد.
پژوهشگران دانشگاه صنعتی نوشیروانی بابل در اردیبهشت ۱۳۹۲ موفق به ارائه و معرفی راه‌های ارتباط بین فناوری نانو و علوم اعصاب به یکدیگر و نیز روشی برای ردیابی پیام رسان‌ها در مغز شدند.